# Plagalschluss
Ein Plagalschluss oder auch plagaler Schluss (von mittellateinisch plagalis, plaga, plage, „seitlich, hergeleitet“ im Unterschied zu authentisch) ist in der Harmonielehre die Akkordverbindung Subdominante – Tonika, die als Ganzschluss dient.
Ein in Dur-Moll-Tonalität aufgebautes Musikstück endet meist auf der Tonika (dem auf dem Grundton aufgebauten Akkord). Ist der vorangehende Akkord eine vierte Stufe im Sinne der Stufentheorie bzw. eine Subdominante im Sinne der Funktionstheorie, so nennt man dies Plagalschluss. Mit anderen Worten: Ein Plagalschluss liegt vor, wenn der Schlussakkord nicht durch Quintfall erreicht wird, sondern durch Quintstieg oder Quartfall.
Ist der vorangehende Akkord dagegen die Dominante, so handelt es sich um einen authentischen Schluss. Der authentische Schluss ist – wie der Name schon nahelegt – gegenüber dem Plagalschluss die gebräuchlichere und häufigere Variante der Schlussbildung. Der Plagalschluss wird dagegen als weniger spannungsgeladen empfunden, da der Leitton der Grundtonart im Subdominantakkord nicht vorkommt.
Wegen seiner häufigen Verwendung in sakraler Musik, insbesondere für die Akklamation „Amen“, wird der Plagalschluss in musikalischer Umgangssprache auch als Kirchenschluss bezeichnet. (Die Subdominante wird gelegentlich noch verstärkt durch die Doppelsubdominante.)
Oft wird er nach dem eigentlichen Schluss eines Stückes noch als „feierliche“ Ergänzung hinzugefügt. Bei Kompositionen in Molltonarten führt ein solcher angehängter Plagalschluss oftmals nach Dur. Die Moll-Subdominante im Plagalschluss wirkt „dominantischer“ durch die kleine Terz, welche bei der Auflösung um einen Halbton in die Quinte der Tonika fällt.
Ebenfalls möglich ist ein Plagalschluss über einem Orgelpunkt: Der Grundton bleibt hierbei im Bass liegen, während die Subdominante in Form eines Quartsextakkordes erreicht wird. Aufgrund ihrer relativ schwachen Schlusswirkung ist diese Variante vor allem bei Binnenschlüssen innerhalb eines Werks anzutreffen.
Der Plagalschluss ist vor allem in der Barockmusik anzutreffen und findet sich vereinzelt auch im 19. Jahrhundert, z. B. bei Robert Schumann und Johannes Brahms.